# Expediția (film)
Expediția este un film românesc din 1989 regizat de Mircea Moldovan. Rolurile principale au fost interpretate de actorii Adrian Titieni, Marius Rădmăneștean și Tudor Mihăiță.

## Distribuție
Distribuția filmului este alcătuită din:
- Adrian Titieni — profesorul de istorie Vlad Crângu, dirigintele clasei, conducătorul expediției echipajului „Vulturul” din Orșova în concursul școlar pentru trofeul „Scutul dacic”
- Marius Rădmăneștean — Andrei („Pelicanul”), omul bun la toate și trubadurul expediției
- Tudor Mihăiță — Sergiu („Pușculiță”), casierul expediției
- Miruna Suciu — Ancuța, bucătăreasa expediției
- Andrei Platon — Dănuț („Papanaș”), bucătarul expediției
- Ana Maria Rohatinovici — Irina, responsabilă cu supravegherea elevilor mai mici
- Ovidiu Șuteu — Tiță, fotograful expediției
- Alice Bănuțoiu — Crenguța, responsabila cu ierbarul
- Ana Maria Nechiti — Dana („Dănuța”), sanitara expediției
- Tănase Cristian — Cosmin, responsabila cu ținerea jurnalului expediției
- Sorin Bălașa — Mihai Ionescu („Păpădie”), responsabil cu respectarea traseului
- Dana Dogaru — soția pădurarului
- Eugenia Bosînceanu — bunica lui Tiță
- Nae Gh. Mazilu — Aurel, bunicul lui Tiță (menționat Nae Gheorghe Mazilu)
- Boris Petroff — Gheorghe, paznic forestier
- Dumitru Chesa — paznic forestier
- Mihaela Mitrache — mama Danei
- Ion Lupu — Pavel, tatăl Danei
- László Miske — badea Toader, pădurar, fratele baciului Orcan (menționat Ladislau Miske)
- Constantin Stănescu — braconierul
- Vintilă Crișan Ginuc

## Primire
Filmul a fost vizionat de 404.105 spectatori de spectatori în cinematografele din România, după cum atestă o situație a numărului de spectatori înregistrat de filmele românești de la data premierei și până la data de 31 decembrie 2014 alcătuită de Centrul Național al Cinematografiei.

## Galerie
Locuri de filmare

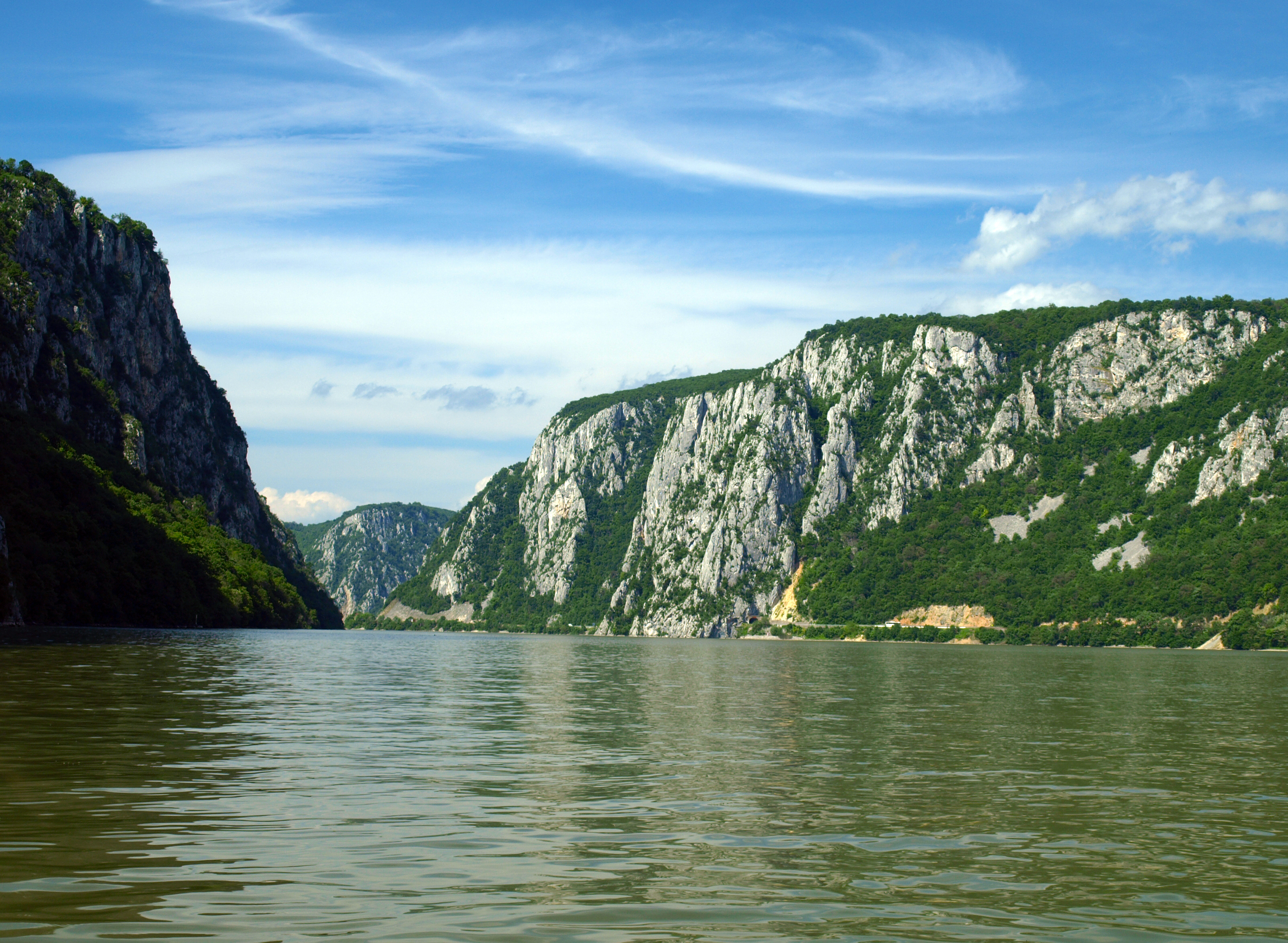
Dunărea la Cazane
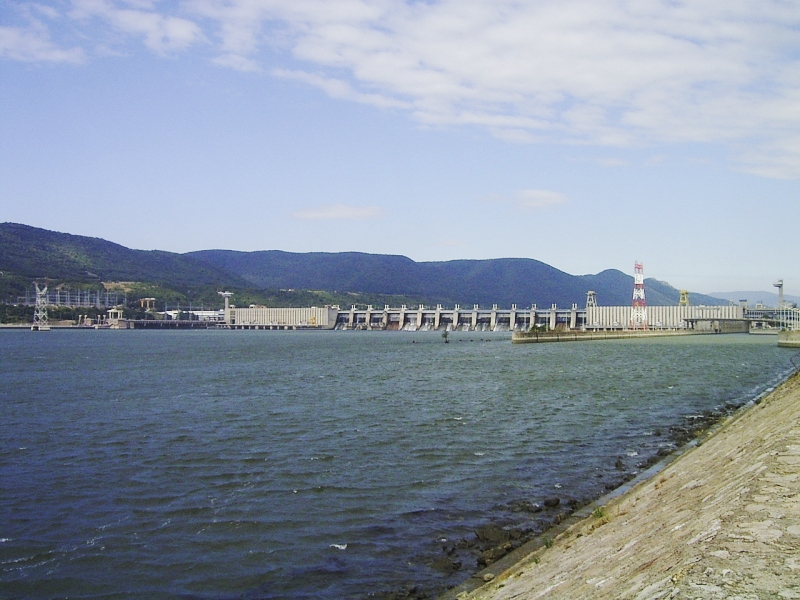
Hidrocentrala Porțile de Fier I
Poarta sărutului
Coloana infinitului
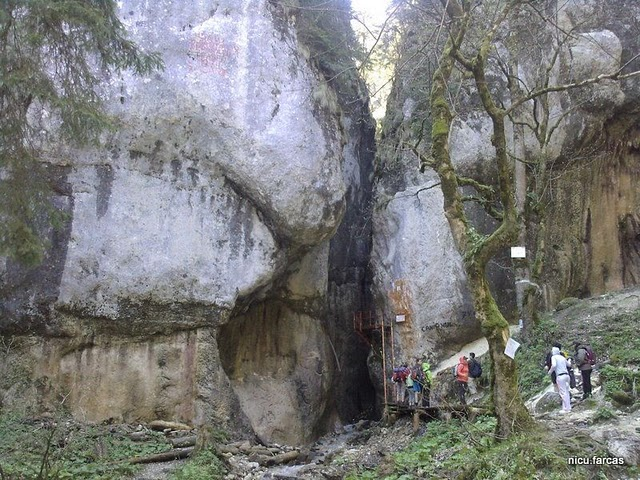
Canionul Șapte Scări din Masivul Piatra Mare (jud. Brașov)
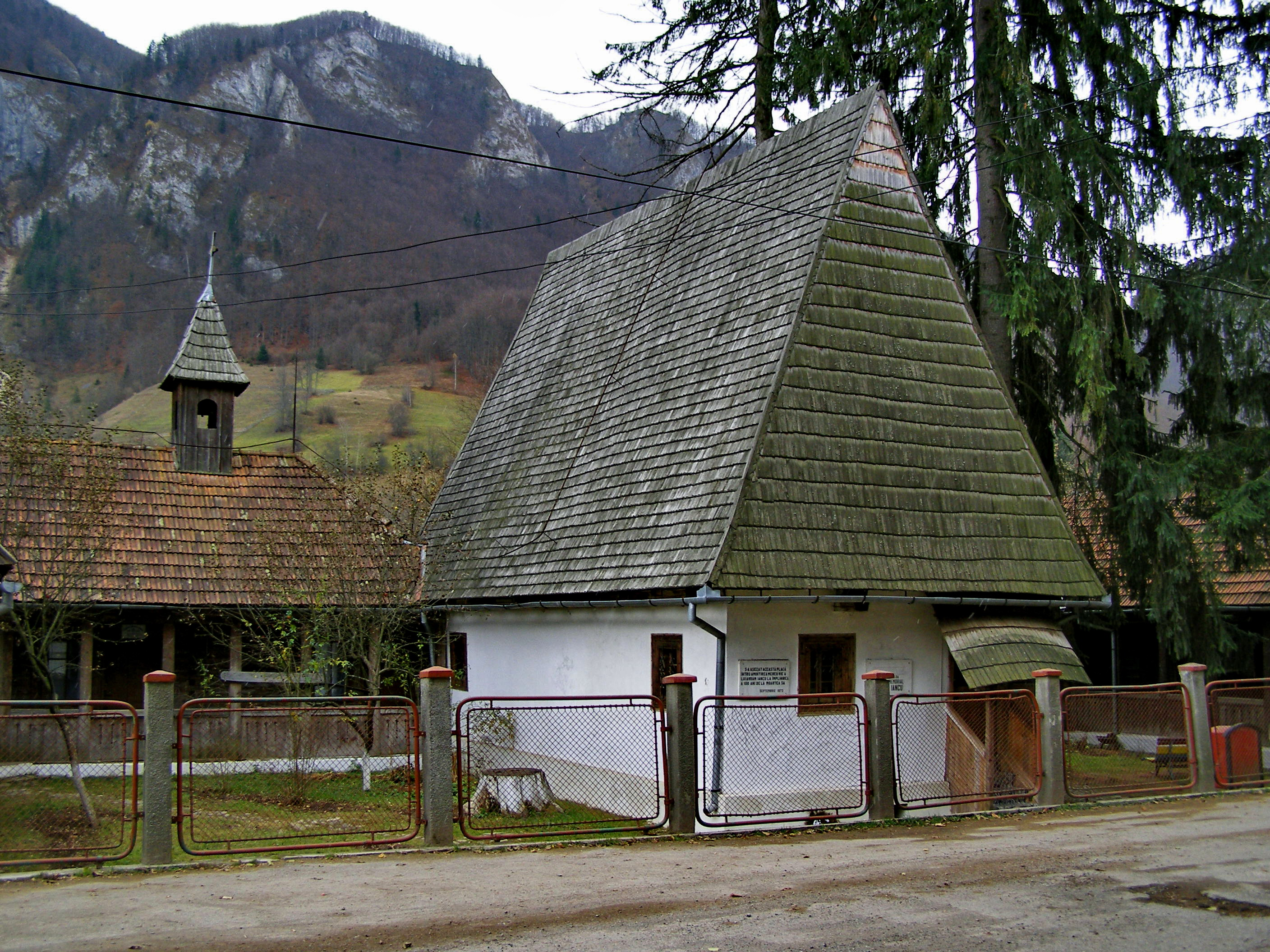
Casa memorială „Avram Iancu” de la Incești
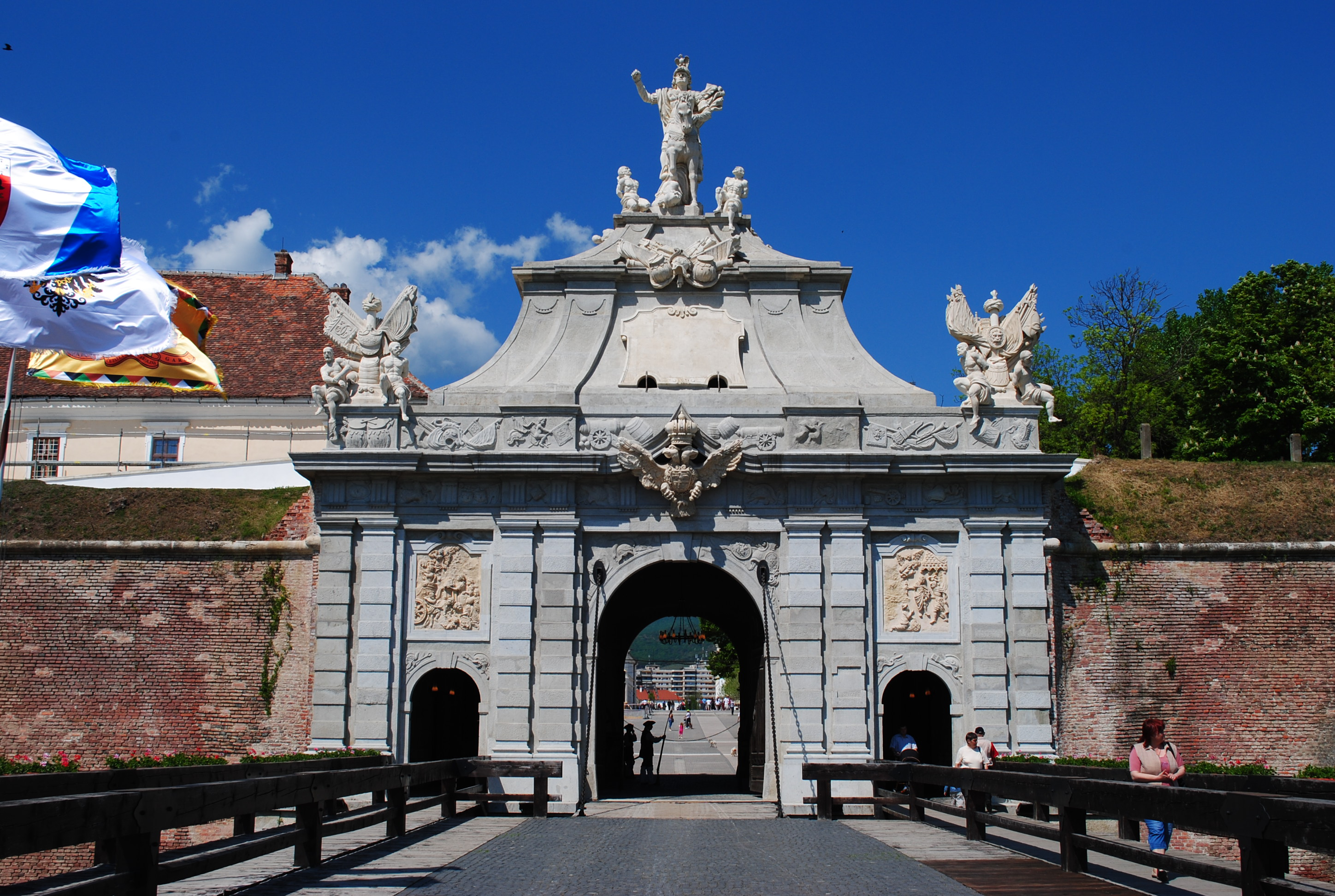
Poarta a III-a a Cetății Alba Carolina din Alba Iulia
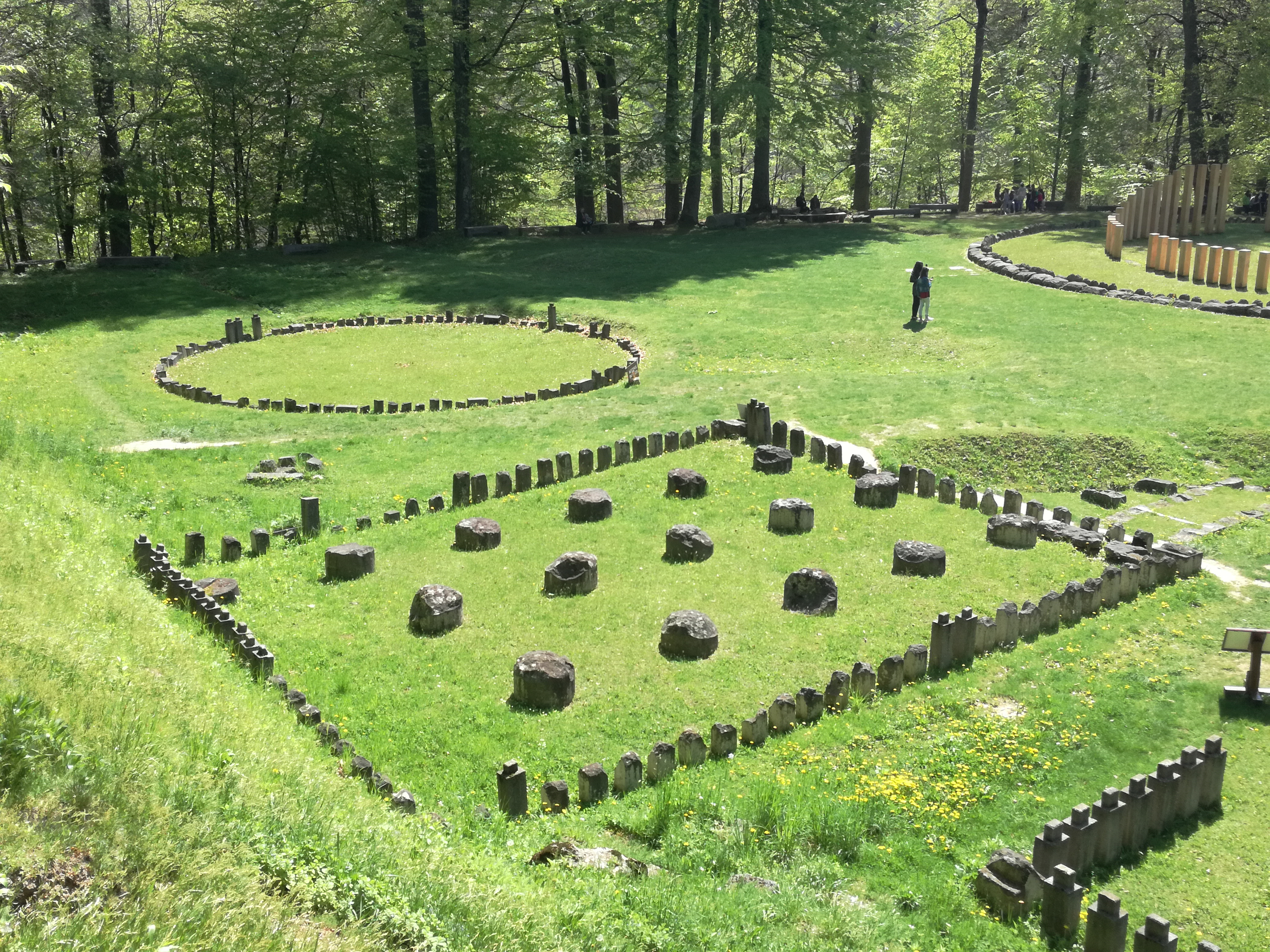
Cetatea dacică Sarmizegetusa Regia
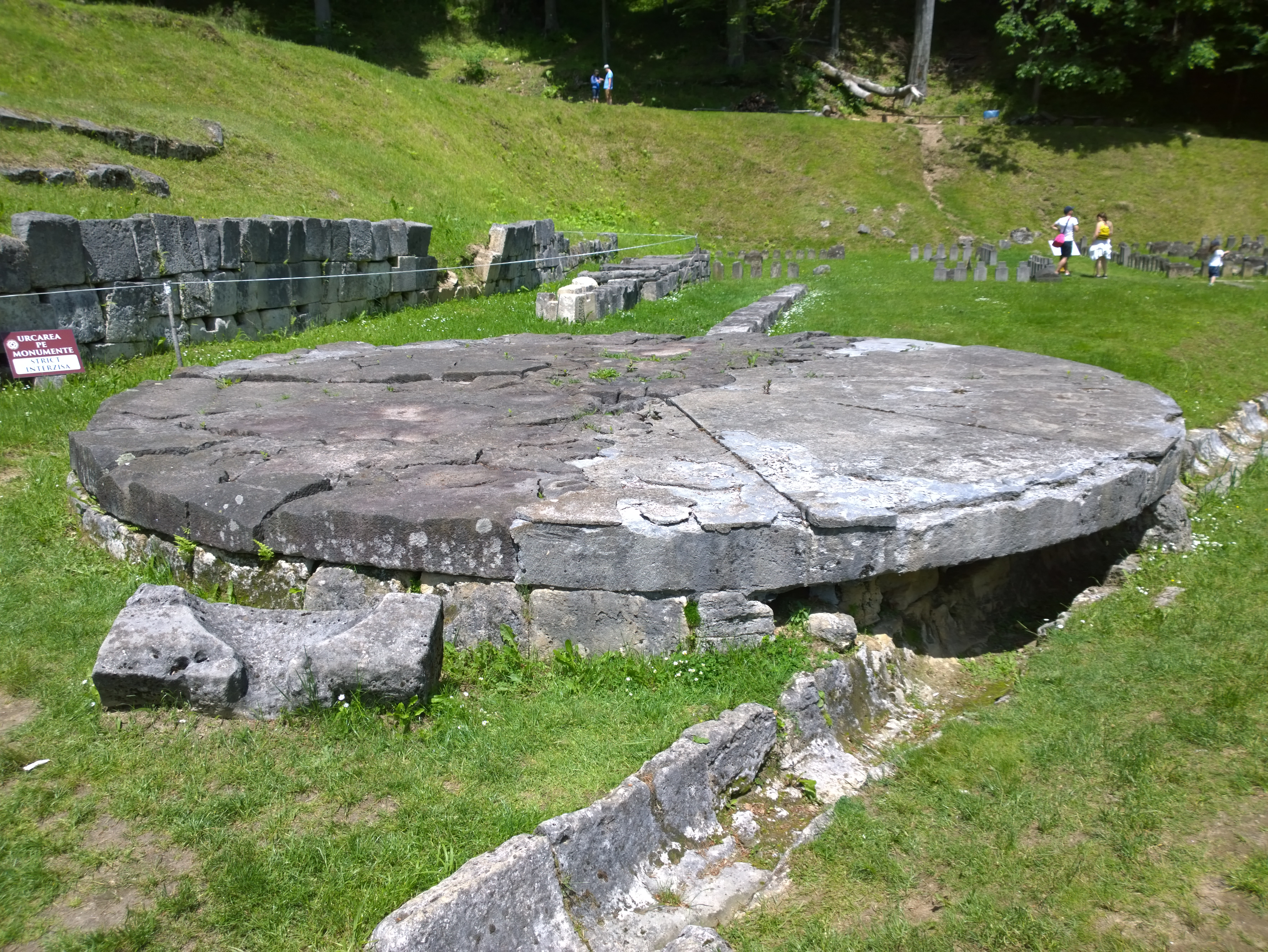
Discul solar de la Sarmizegetusa